# Філонове
Фі́лонове —  село в Україні, у Роменському районі Сумської області. Населення становить 89 осіб. Входить до складу Вільшанської сільської громади.

## Населення

### Мова
Розподіл населення за рідною мовою за даними перепису 2001 року:
| Мова       | Кількість | Відсоток |
| ---------- | --------- | -------- |
| українська | 89        | 100%     |

## Географія
Село Філонове знаходиться на лівому березі річки Сула, вище за течією на відстані 2 км розташоване село Зеленківка, нижче за течією на відстані 2,5 км розташоване село Вільшана, на протилежному березі - село Великі Будки. До села примикає лісовий масив.

## Історія
12 червня 2020 року, відповідно до розпорядження Кабінету Міністрів України № 723-р «Про визначення адміністративних центрів та затвердження територій територіальних громад Сумської області», село увійшло до складу Вільшанської сільської громади.
19 липня 2020 року, в результаті адміністративно-територіальної реформи та ліквідації Недригайлівського району, громада увійшла до складу новоутвореного Роменського району.